# Rehimena stictalis
Rehimena stictalis é uma espécie de mariposa da família Crambidae. É conhecida do Sri Lanka.
O alcance da asa desta espécie é de 18mm.